# Ейлмер Бурк Ламберт

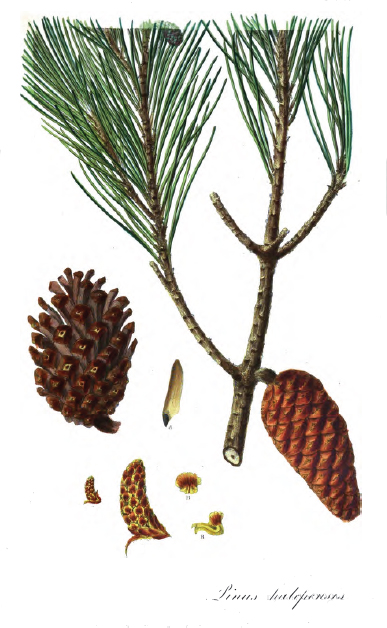
Pinus halepensis
ілюстрація з
'Description of the Genus Pinus'

Ейлмер Бурк Ламберт (англ. Aylmer Bourke Lambert; 2 лютого 1761 — 10 січня 1842) — британський ботанік, один з перших членів Лондонського Ліннеївського товариства.

## Молоді роки
Ейлмер Бурк Ламберт народився у Бат 2 лютого 1761 року, син Едмунда Ламберта та Бріджит Бурк, яка була донькою 8-го віконта Майо. Мати Ламберта померла у 1773 році, у тому ж році, коли він пішов до школи, і через її родину він успадкував маєтки на Ямайці та у Ірландії.  Ламберт навчався у школі для синів джентльменів у Хакні та згодом у Оксфордському університеті протягом трьох років.

## Праці
Найвідоміша його наукова праця Опис роду Сосна ((англ.)), видана декількома частинами протягом 1803–1824 років, розкішно ілюстроване видання у форматі in folio, містило опис всіх відомих на той час видів роду хвойні. Друге видання, також in folio, видано в 1828-1837 роках у двох томах - дуже дорога та рідкісна книга, видана тільки у 25 екземплярах. Третє видання вийшло у 1832 році у меншому книжковому форматі in octavo.
Багато нових видів, відкриті Девідом Дугласом та іншими ботаніками-мандрівниками, були вперше описані в книгах Ламберта. Правда, деякі з них фактично були описані іншими ботаніками, що співпрацювали із Ламбертом (наприклад Девідом Доном), які включили свої описи в роботи Ламберта (наприклад, Секвоя (Sequoia sempervirens) (D.Don) Endl.)

## Гербарій
Ламберт мав чудовий гербарій, частина якого придбав у Форстера та Арчибальда Мензиса та інших ботаніків.
Колекція Ламберта, яка нараховувала близько 50000 зразків рослин, була продана з аукціону після його смерті у кількості 317 лотів, і ці зразки можна знайти у ботанічних колекціях всього світу.

## Ліннеївське товариство
Ламберт був одним із членів-засновників Лондонського Ліннеївського товариства у 1788 році.  У 1796 році Ламберт був призначений Джеймсом Едвардом Смітом одним з чотирьох віце-президентів Ліннеївського товариства. Він займав цю посаду до своєї смерті у 1842 році.

## Лондонське королівське товариство
У 1791 році Ламберт був обраний до Лондонського королівського товариства, і Джозеф Бенкс зробив його членом Ради у 1810 році.

## Почесті
Іменем Ламберта названо рід рослин Ламбертія, або Ламберція (Lambertia) Sm., А також один з видів сосен - Сосна Ламберта (Pinus lambertiana ) Douglas.